# Andreas Anter (Politikwissenschaftler)
Andreas Anter (* 28. Juni 1960 in Detmold) ist ein deutscher Politikwissenschaftler und Hochschullehrer.

## Leben und Wirken
Anter studierte Politikwissenschaft, Germanistik und Soziologie an den Universitäten Münster, Freiburg und Hamburg und erlangte 1988 das Diplom in Politikwissenschaft. Zu seinem wichtigsten akademischen Lehrer zählt aus dieser Zeit Wilhelm Hennis.
Im Anschluss daran war er als Wissenschaftlicher Mitarbeiter am Institut für Politikwissenschaft der Universität Hamburg tätig, an der er auch 1994 mit einer Arbeit über Max Weber promovierte. Von 1993 bis 1998 war er als Lektor im Rowohlt-Verlag und von 1998 bis 2000 als Programmchef des Reclam-Verlages Leipzig tätig, bevor er 2001 Wissenschaftlicher Mitarbeiter an der Universität Leipzig wurde. 2003 habilitierte er sich dort für Politikwissenschaft mit der Arbeit „Die Macht der Ordnung“.
2005/2006 war Anter Vertretungsprofessor für Politische Theorie an der Universität Bremen und ist seitdem Senior Research Fellow am Zentrum für Europäische Rechtspolitik der Universität Bremen. Von Juni 2008 an war er Inhaber der Professur für Innenpolitik am Institut für Politikwissenschaft der Universität Leipzig und damit Nachfolger von Christian Fenner.
Im Sommersemester 2013 wurde er ordentlicher Professor für politische Bildung, insbesondere für das politische System Deutschlands der Staatswissenschaftlichen Fakultät der Universität Erfurt. Seit 2021 ist er Mitglied im Netzwerk Wissenschaftsfreiheit.
Anters Forschungsschwerpunkte sind Staatslehre, Ordnungstheorie und Verfassungspolitik sowie die Max-Weber-Forschung.

## Schriften (Auswahl)
- Max Webers Theorie des modernen Staates. Herkunft, Struktur und Bedeutung, 2. Aufl., Duncker & Humblot, Berlin 1996, ISBN 978-3-428-08207-0 (zugleich Dissertation, Universität Hamburg, 1993).
- als Herausgeber: Die normative Kraft des Faktischen. Das Staatsverständnis Georg Jellineks, 2., aktualisierte Aufl., Nomos, Baden-Baden 2020. ISBN 978-3-8487-5919-4.
- Die Macht der Ordnung. Aspekte einer Grundkategorie des Politischen, 2., überarb. Aufl.,  Mohr Siebeck, Tübingen 2007, ISBN 3-16-149111-4 (zugleich Habilitationsschrift, Universität Leipzig, 2003).
- als Herausgeber mit Stefan Breuer: Max Webers Staatssoziologie. Positionen und Perspektiven, Nomos, Baden-Baden 2007. ISBN 978-3-8329-2773-8.
- mit Hinnerk Bruhns und Patrice Duran (Hrsg.): Themenheft Max Weber und die Bürokratie / ... et la bureaucratie. In: Trivium. Zeitschrift für Geistes- und Sozialwissenschaften, 7/2010 (online).
- Theorien der Macht zur Einführung, 3., vollständig überarb. Aufl., Junius Verlag, Hamburg 2017, ISBN 978-3-88506-062-8.
- mit Wilhelm Bleek: Staatskonzepte. Die Theorien der bundesdeutschen Politikwissenschaft. Campus Verlag, Frankfurt am Main/New York City 2013, ISBN 978-3-593-39895-2.
- Max Weber und die Staatsrechtslehre. Mohr Siebeck, Tübingen 2016, ISBN 978-3-16-154732-4.
- mit Verena Frick (Hrsg.): Politik, Recht und Religion. Mohr Siebeck, Tübingen 2019, ISBN 978-3-16-156322-5.
- mit Hinnerk Bruhns (Hrsg.): Otto Hintzes Staatssoziologie, historische Prozesse, theoretische Perspektiven. Nomos, Baden-Baden 2024 (Staatsverständnisse; 177), ISBN    978-3-7560-0427-0.